# System narracyjny
System narracyjny (ang. Storytelling System, wcześniej: Storyteller System) - to mechanika RPG stworzona przez wydawnictwo White Wolf w 1991 roku jako część Świata Mroku. Po raz pierwszy została użyta w grze Wampir: Maskarada, by następnie pojawiać się w zmodyfikowanej formie we wszystkich podsystemach osadzonych w Świecie Mroku.